# Yann Martel

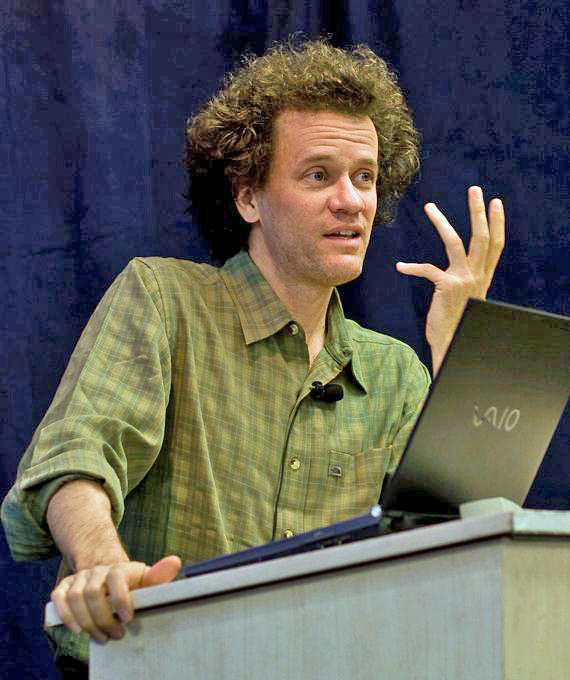
Yann Martel (2007)

Yann Martel (* 25. Juni 1963 in Salamanca, Spanien) ist ein kanadischer Schriftsteller. Zum Zeitpunkt seiner Geburt hielten sich seine kanadischen Eltern wegen des Doktoratsstudiums seines Vaters in Spanien auf.

## Leben
Der Sohn einer Diplomaten- und Schriftstellerfamilie wuchs unter anderem in Alaska, Costa Rica, Frankreich, Mexiko und in den kanadischen Provinzen Ontario und British Columbia auf. Erwachsen unternahm er Reisen in den Iran, die Türkei und nach Indien. 1981 machte er seinen Schulabschluss an der Trinity College School in Port Hope, Ontario. Danach studierte er Philosophie an der Trent University in Peterborough und arbeitete während dieser Zeit als Tellerwäscher, Baumpflanzer, Scherenspüler und Wachmann.
Mit 27 Jahren – nach dem Abschluss seines Studiums – entschloss er sich, Schriftsteller zu werden. Sein erstes Buch The Facts behind the Helsinki Roccamatios (Deutsch: Aller Irrsinn dieses Seins) erschien 1993. In dieser Kurzgeschichtensammlung behandelte er Themen wie Krankheit, Geschichtenerzählen und die Geschichte des 20. Jahrhunderts. Die Titelgeschichte dieser Kurzgeschichtensammlung wurde 1994 verfilmt. Danach entstand 2004 der Film Manners of Dying.
Im Frühjahr 1996 kam in Kanada sein erster Roman Self (Deutsch: Selbst) heraus. In diesem Buch geht es um sexuelle Identität und Orientierung. Der Erfolg blieb aus: Self verkaufte sich schlecht.
Im Vorwort seines nächsten Romans (Life of Pi; deutsch: Schiffbruch mit Tiger) verarbeitete Martel seine negativen Erfahrungen mit Self:

„In the spring of 1996, my second book, a novel, came out in Canada. It didn't fare well. Reviewers were puzzled, or damned it with faint praise. Then readers ignored it. Despite my best efforts at playing the clown or the trapeze artist, the media circus made no difference. The book did not move. Books lined the shelves of bookstores like kids standing in a row to play baseball or soccer, and mine was the gangly, unathletic kid that no one wanted on their team. It vanished quickly and quietly.“

Mit Life of Pi gelang Martel 2001 der Durchbruch. 2002 erhielt er für dieses Buch den Man Booker Prize for Fiction. Um den Roman zu schreiben, hatte Martel sechs Monate in Indien verbracht. Er hatte Moscheen, Tempel, Kirchen sowie zoologische Gärten besucht und sich anschließend ein Jahr lang mit religiösen Texten und Erzählungen von Schiffbrüchigen beschäftigt. Nach der Recherche benötigte er für das eigentliche Schreiben des Buches weitere zwei Jahre. Life of Pi ist die episch geschilderte Überlebensgeschichte eines Schiffbrüchigen mit religiösem Hintergrund. Das Buch wurde 2012 vom taiwanischen Regisseur Ang Lee unter dem Titel Life of Pi: Schiffbruch mit Tiger verfilmt.
2004 veröffentlichte er die Kurzgeschichtensammlung We ate the children last.
Nach langer Pause erschien 2010 der Roman Beatrice and Virgil, in dem er die Möglichkeiten seiner Generation bedenkt, über den Holocaust zu schreiben. Die Hauptfigur neben dem Ich-Erzähler (einem erfolgreichen Schriftsteller) ist ein Tierpräparator. Das kunstvolle Präparieren von Tieren, das dieser perfekt beherrscht, kontrastiert mit Beschreibungen von sinnlosem und brutalem Abschlachten von Tieren. Diese Beschreibungen findet er einerseits in einer Erzählung von Gustave Flaubert, der „Legende von Sankt Julian dem Gastfreien“. Andererseits schreibt er selbst ein Theaterstück, dessen Hauptfiguren Beatrice – eine Eselin – und Virgil – ein Brüllaffe – sind. Hier spielt die Beschreibung des Leidens und der Angst der beiden Tiere eine zentrale Rolle. Die Verbindung der Geschichte zum Holocaust ist offensichtlich vorhanden. Durch die Verknüpfung mit den Tiergeschichten entsteht ein neuer Zugang zu dieser Thematik.
Die Hohen Berge Portugals erschien 2016 und bedient sich eines mehrfach gebrochenen magischen Realismus. Drei anscheinend unverbundene Teile mit jeweils eigenem Personal (Tomás, Dr. Lozora, Peter)  und eigener zeitlicher Dimension (1904, 1938/39, 1981) werden durch die Klammer des Leidens von Kreaturen, durch magische Gegenstände und durch Ereignisse mit Spätfolgen zusammengehalten. Die personale Erzählsituation konfrontiert den Leser mit Wahrnehmungen und Reaktionen von Figuren auf die ländliche, von Wunderglauben geprägte Katholizität im Norden Portugals, wobei ironisierende Distanz und mitfühlende Nähe sich die Waage halten. Vom Ende des Romans her ergibt sich eine Umgewichtung in Bezug auf das zentrale Thema. Nicht die Hauptfiguren in ihrer zeitlichen Zugehörigkeit sind die bestimmenden Protagonisten. Stattdessen richtet sich das Augenmerk auf den goldenen Engel, seinen geheimnisumwobenen frühen Tod und seine übersinnlichen Kräfte, die in der gläubigen Gemeinschaft des Dorfes ihre Wirkung entfalten und den gesamten Zeitraum der Handlung einnehmen. Rein formal wäre das neue Verständnis des Lesers mitsamt den Neubewertungen von Handlungssequenzen ein Aspekt der Postmoderne, aber der Text ist in keiner Weise hybrid. Er gewinnt eine neue Dimension hinzu und lebt vom Zusammentreffen zivilisatorischer Neuentwicklungen und alteingesessener, dem Leben und dem Glauben verpflichteter Haltungen. Das Kruzifix, das  als ungeheuerliche Anklage und theologischer Konfliktstoff einen leidenden Schimpansen darstellt, wird denn auch von Dona Amélia ohne ausgeweiteten Erkenntnisgewinn als Christus identifiziert, ganz in den Bahnen der überlieferten Religion, die alle Erscheinungen der Lebenswelt in sich aufnimmt.

## Preisträger oder Nominierung
- 1993: Journey Prize für The Facts behind the Helsinki Roccamatios
- 1994: French Prize - Prix 30 millions d'amis
- 1996: Amazon.ca First Novel Award (Nominierung) für Self
- 2001: Governor General’s Award for Fiction (Nominierung) für Life of Pi
- 2001: Hugh Mac Lennan Preis für Belletristik, Kanada, für Life of Pi
- 2002: Commonwealth Writers Prize - Das beste Buch (Eurasische Region) (Nominierung) für Life of Pi
- 2002: Man Booker Prize für Belletristik für Life of Pi
- 2003: Boeke Prize (Südafrika) für Life of Pi

## Werke
- 1993 The Facts behind the Helsinki Roccamatios. A. A. Knopf Canada, Toronto ISBN 0-394-22732-8
  - Übers. Peter Kleinhempel: Aller Irrsinn dieses Seins. Verlag Volk und Welt, Berlin 1994, ISBN 3-353-00994-9
  - Übers. Manfred Allié: Die Hintergründe zu den Helsinki-Roccamatios. Fischer, Frankfurt am Main 2005, ISBN 3-10-047826-6
- 1996 Self. Faber and Faber
  - Übers. Peter Kleinhempel, Nicole Cyr: Selbst. Volk und Welt, Berlin 1997
- 2001  Life of Pi. Canongate Books
  - Übers. Manfred Allié, Gabriele Kempf-Allié: Schiffbruch mit Tiger. Fischer, Frankfurt 2003 (Platz 1 der Spiegel-Bestsellerliste vom 17. bis zum 23. März 2003)
- 2004 We ate the children last. Canongate Books
- 2010 Beatrice and Virgil.
  - Übers. Manfred Allié, Gabriele Kempf-Allié: Ein Hemd des 20. Jahrhunderts. Fischer, Frankfurt 2010, ISBN 978-3-10-047828-3
- 2016 The High Mountains of Portugal. A. A. Knopf Canada, Toronto ISBN 0-345-80943-2
  - Übers. Manfred Allié: Die hohen Berge Portugals. Roman. Fischer, Frankfurt 2016, ISBN 978-3-10-002275-2

## Hörspiele
- 2017: Ein Hemd des 20. Jahrhunderts. – Regie: Jan Buck (HR)